# (35973) 1999 LU26
1999 LU26 (asteroide 35973) é um asteroide da cintura principal. Possui uma excentricidade de 0.26841010 e uma inclinação de 14.53904º.
Este asteroide foi descoberto no dia 9 de junho de 1999 por LINEAR em Socorro.